# Catanduvas
Catanduvas este un oraș în Paraná (PR), Brazilia.